# Rhamphomyia crassicauda
Rhamphomyia crassicauda är en tvåvingeart som beskrevs av Gabriel Strobl 1893. Rhamphomyia crassicauda ingår i släktet Rhamphomyia och familjen dansflugor. Inga underarter finns listade i Catalogue of Life.